# Beata Fido
Beata Fido (n. 2 noiembrie 1967, Cracovia, Polonia) este o actriță poloneză.
Beata s-a mutat la Cracovia, Polonia la o vârstă fragedă. În 1990, a absolvit Școala Națională de Teatru Ludwik Solski⁠(d). În 1991 s-a mutat în Statele Unite ale Americii, unde a lucrat ca actriță în mai multe teatre, ultimul în 1997. După cea revenit acasă, a jucat în seriale TV precum Klan și Komisarz Alex.
În 2015, a interpretat-o pe reporterița Nina, rolul principal, în Smoleńsk. Din 2016, ea a interpretat-o pe Marta Grabska, un ofițer de poliție, în Komisarz Alex.